# Нора Џоунс
Гитали Нора Џонс Шанкар (енгл. Geetali Norah Shankar), познатија као Нора Џонс, је америчка музичарка, песникиња и глумица. Освојила је бројне награде, а њени албуми су продати у више од 50 милиона примерака широм света. Часопис Билборд ју је прогласио једним од најбољих џез уметника од 2000—2009. године. Освојила је девет Греми награда.

## Биографија
Нора Џонс рођена је као Гитали Нора Џонс Шанкар, 30. марта 1979. у Бруклину у Њујорку. Мајка јој је америчка продуценткиња, а отац индијски композитор и свирач ситара, Рави Шанкар. После развода родитеља 1986, Нора Џонс је живела са мајком, проводећи детињство у Тексасу. У средњој школи је свирала саксофон. Када је имала шеснаест година уз сагласност оба родитеља променила је име у Нора Џонс.
Као дете Нора је певала у црквеном хору, и узимала часове клавира и певања. Још увек пева у црквеном хору али себе не сматра дубоко религиозном особом. Похађала је Универзитет Северног Тексаса (енгл. University of North Texas), где је као главни предмет изабрала џез клавир и певала са УСТ џез певачима. Нора Џонс се 1999 сели, из Тексаса у Њујорк. Мање од годину дана касније у сарадњи са Џеси Харисом прави бенд, а њене песме постају бестселери. Сарађивала је са многим музичарима као што су Реј Чарлс, Крис Кристоферсон, Вили Нелсон и Лусинда Вилијамс.

## Музичка каријера
Нора Џонс 2002. године започиње соло каријеру издавањем албума "Come with me", на коме спаја џез, кантри и поп. Овај албум био је комерцијално врло успешан. Продат је у више од 26 милиона примерака, а освојио је и пет Греми награда укључујући оне за албум, песму и најбољег извођача године. Њен други студијски албум, овај пут са пресудним кантри утицајем, звао се “Feels Like Home”. Издат 2004, за само недељу дана продат је у више од милион примерака, а у најмање 16 земаља је био на првом месту топ листа. На овом албуму је дует са Доли Партон. Такође је остварила сарадњу са Реј Чарлсом, а часопис Тајм је сврстава у 100 најутицајнијих људи те године. 2007. године издаје албум “Not too Late” за који је песме писала сама и остварује прву филмску улогу у филму "Ноћи боје боровнице“ (енгл. "My Blueberry Nights"). Четврти студијски албум “The Fall”(2009), није достигао прво место на топ листама у Америци, али је освојио платинасту статуу са продатих више од милион примерака. Њен пети студијски албум “Little Broken Hearts” издат је 27. априла 2012. године, а последњи, шести “Day Breaks” изашао је 7. октобра 2016. године.

## Албуми
- Come Away with Me 2002
- Feels like Home 2004
- Not Too Late 2007
- The Fall 2009
- Little Broken Hearts 2012
- Day Breaks 2016

## Додатни пројекти и сарадња
- 2002, 2004 - појављује се као музички гост у филму Уживо суботом увече
- 2002 - улога у комедији Две недеље за заљубљивање
- 2003 - улога у комедији/документарни филм Доли Партон
- 2004 - улога у филму Улица Сезам
- 2005 - појављује се као вокал на албуму групе Фу Фајтерс
- 2007- улога у филму My Blueberry Nights
- 2007 - улога у филму Елвис Присли: Живео Лас Вегас
- 2009 - улога у серији 30 Rock
- 2012 - улога у филму Меда
- 2013 - снимила је дуестску песму са групом Green day
- 2014- улога у филму They Came Together